# Xã West Brandywine, Quận Chester, Pennsylvania
Xã West Brandywine (tiếng Anh: West Brandywine Township) là một xã thuộc quận Chester, tiểu bang Pennsylvania, Hoa Kỳ. Năm 2010, dân số của xã này là 7.394 người.